# Въздвижение на Светия кръст (Сокол)
„Въздвижение на Светия кръст“ (на гръцки: Ιερός Ναός Τιμίου Σταυρού) е православна църква в сярското село Сокол (Сикия), Егейска Македония, Гърция, енорийски храм на Сярската и Нигритска епархия на Вселенската патриаршия.

## История
Църквата е построена в центъра селото в 1955 година с дарения на енориашите. В архитектурно отношение е малка еднокорабна базилика. Всички вътрешни повърхности са изписани със стенописи.
Към енорията принадлежи и храмът „Света Атанасий“, разположен извън селото.